# CombineZ
Die CombineZ-Familie, zu denen CombineZ5, CombineZM und CombineZP gehören, sind Open-Source-Bildverarbeitungsprogramme zur Schärfentiefenerweiterung. Die Programme vereinen die partiell scharfen Bereiche mehrere Digitalfotos in einem neuen Bild, welches eine erweiterte Schärfentiefe aufweist.

## CombineZ5
CombineZ5 (kurz CZ5) wurde für ältere Windows-Betriebssysteme programmiert und wird seit 2006 nicht mehr weiterentwickelt.

## CombineZM
CombineZM (kurz CZM, auch CombineZ-Movie) wurde für PCs mit Windows XP und Windows 2000 programmiert. CombineZM basiert auf CombineZ5 und wurde von 2006 bis 2008 entwickelt. Eine Neuerung gegenüber CZ5 ist die Möglichkeit, einen ganzen Film zu importieren, wobei das Programm selbstständig die Einzelbilder des Filmes zur Berechnung extrahiert. CZM wurde von CombineZP abgelöst.

### Einschränkungen
- Keine Unterstützung für 16-Bit-Bilder
- Die Bilder müssen nach der Schärfentiefe geordnet werden (kürzeste Fokussierung bis am weitesten entfernte Fokussierung)

### Beispielbilder

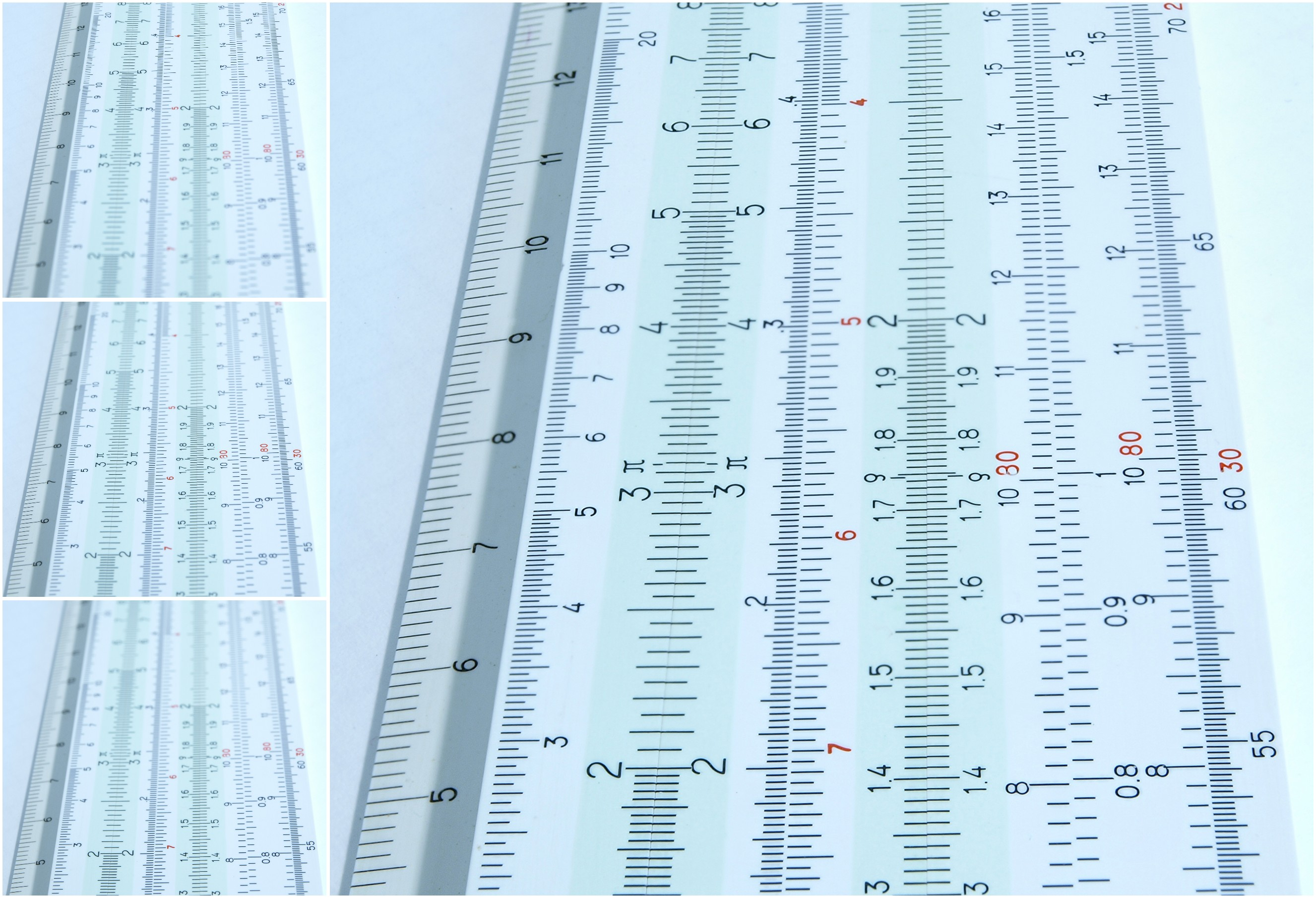
Schärfentiefe-Erweiterung mit Hilfe von CombineZM
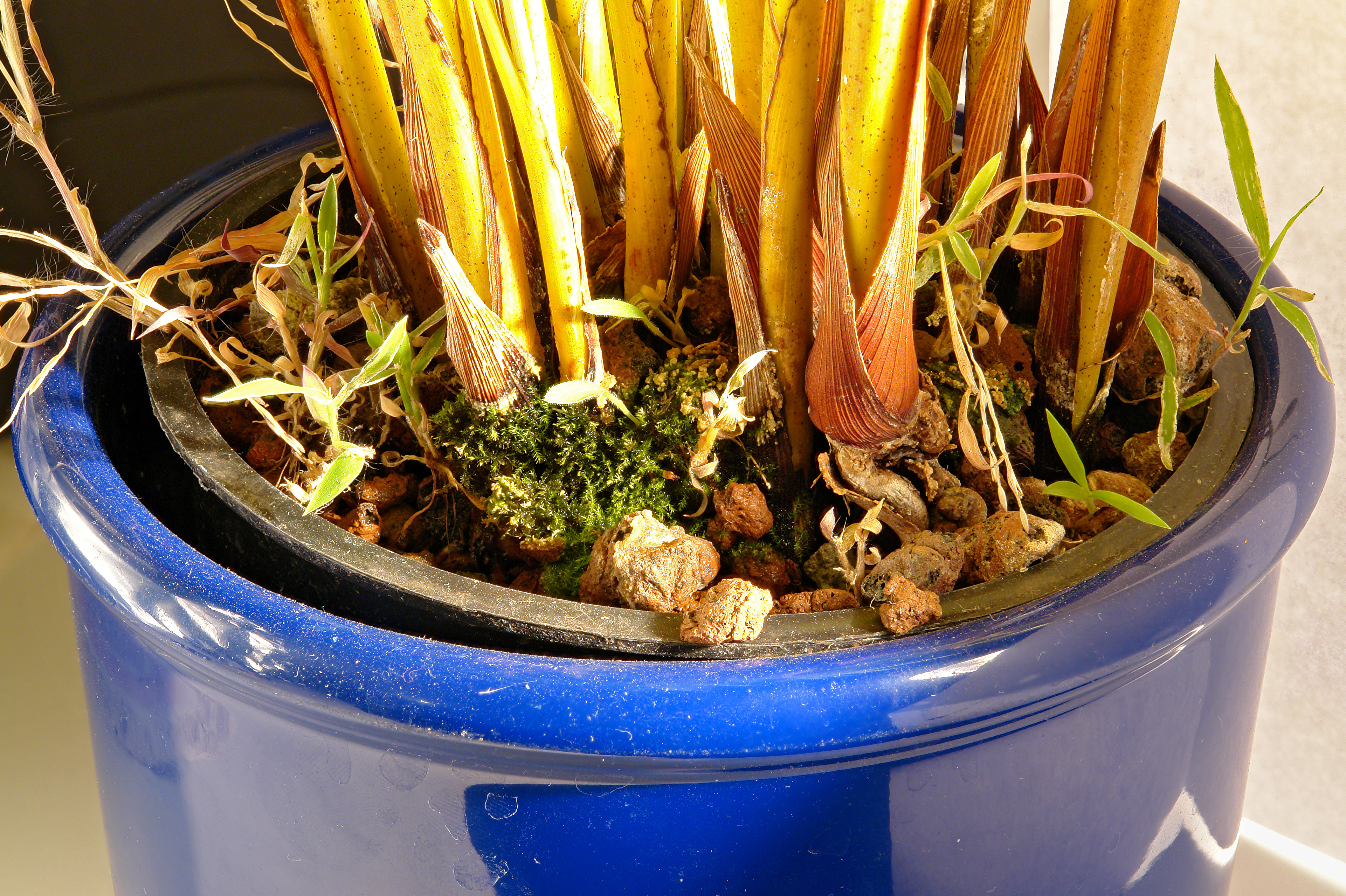
Dieses Bild wurde aus sechs Einzelbildern hergestellt
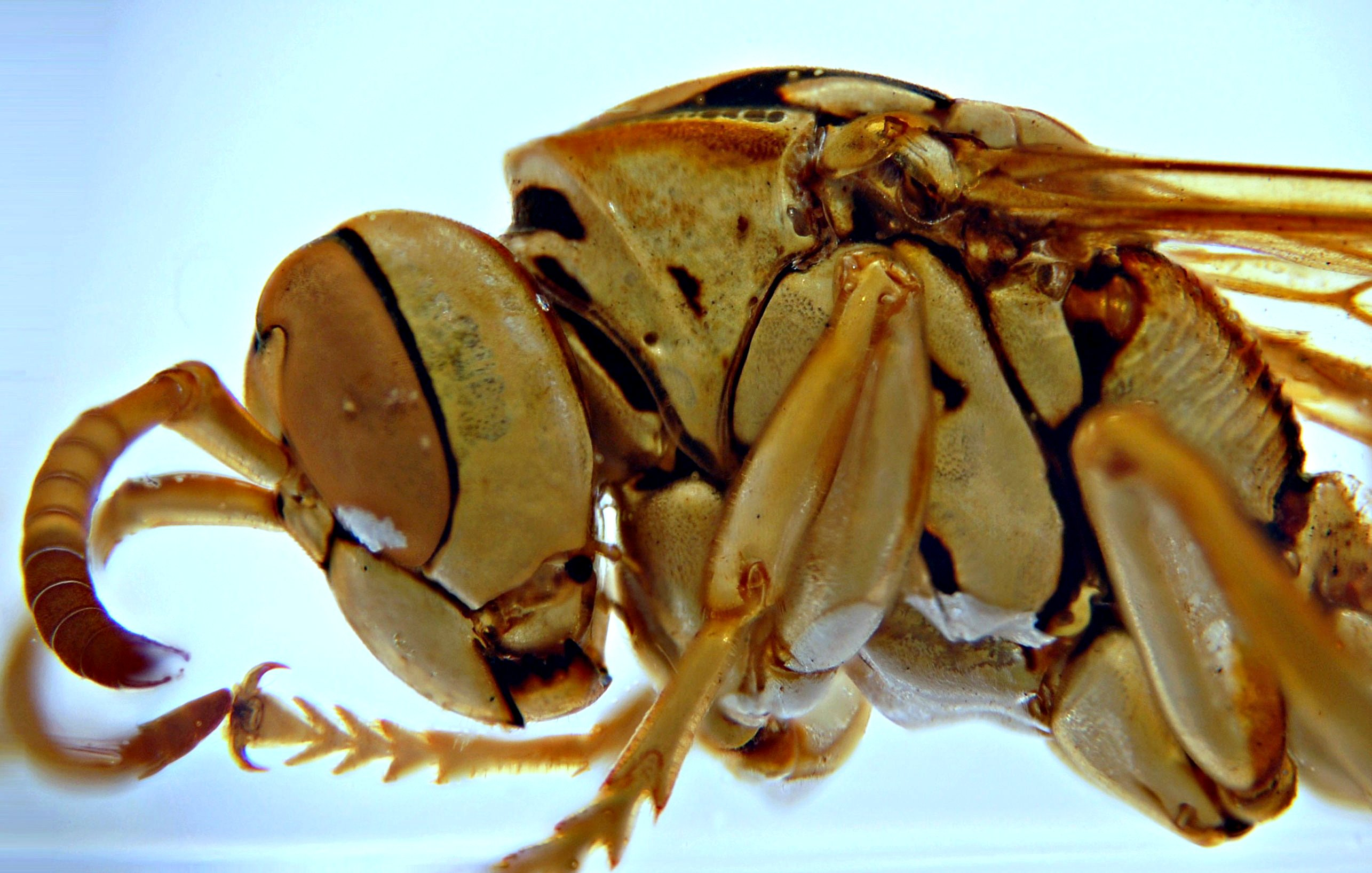
Eine Wespe in Acrylglas

## CombineZP
CombineZP (kurz CZP, auch CombineZ-Pyramid) ist das Nachfolgeprogramm von CombineZM. Eine Neuerung gegenüber CZM ist, dass CZP mehrere Algorithmen nacheinander auf dieselbe Bilderserie anwenden und damit ein besseres Ergebnis erzielen kann. Spätere Versionen von CZP wurden für Mehrkernprozessoren optimiert und können die Exif-Daten des Bildes übernehmen, wobei die Parameter vom ersten Bild bzw. „Frame“ übernommen werden.

### Beispielbilder

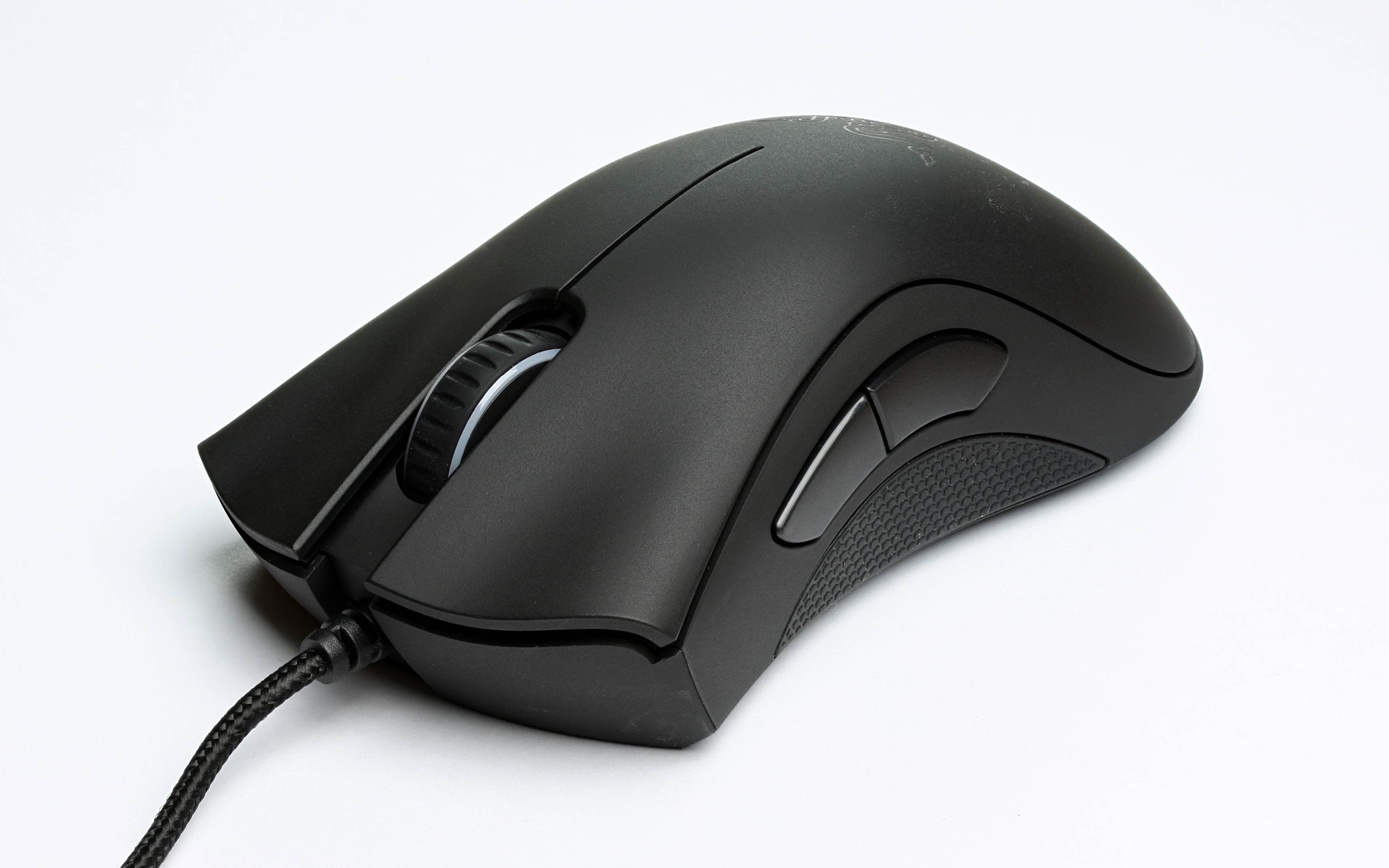
Razer-DeathAdder-Computermaus
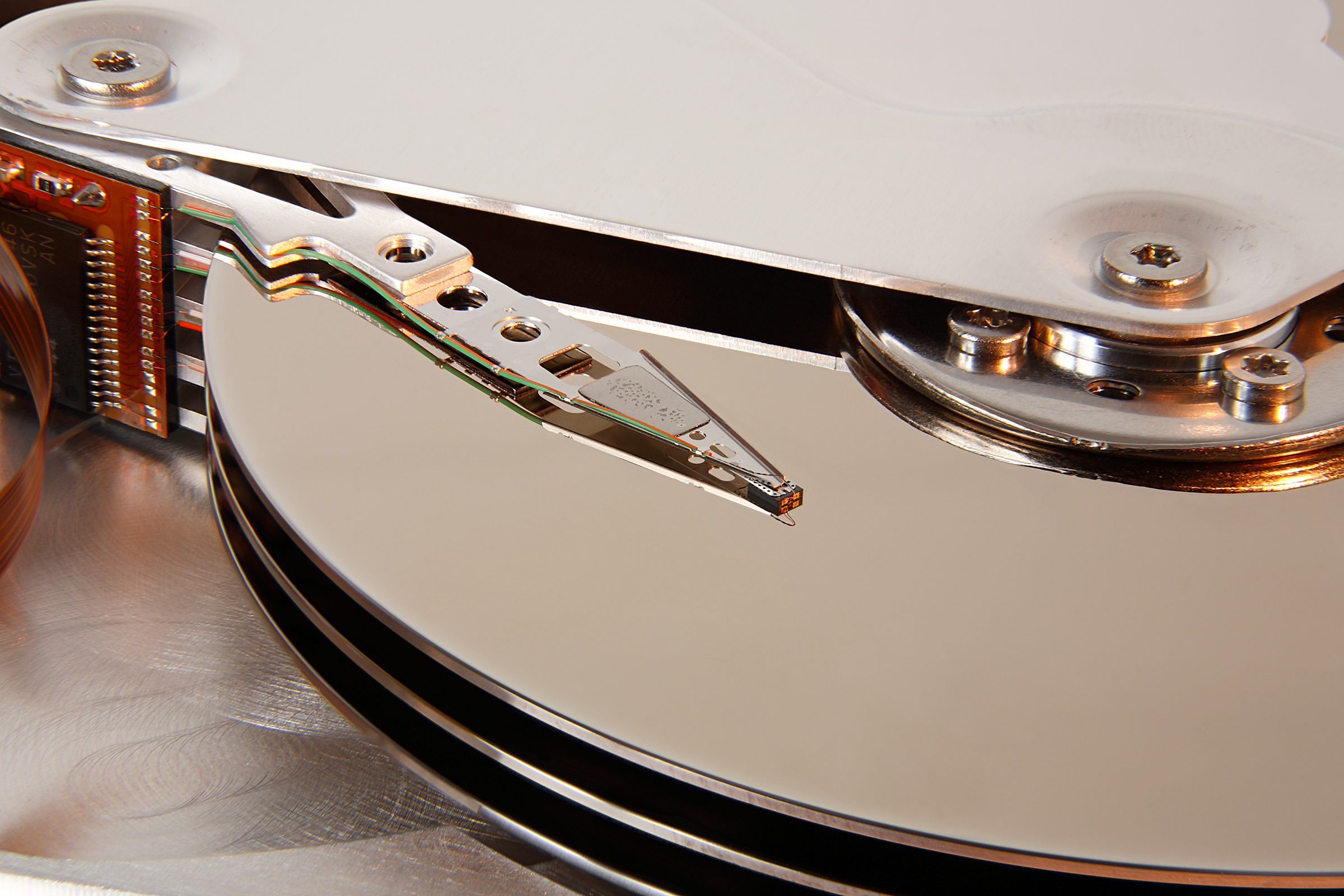
Platten einer magnetischen Festplatte
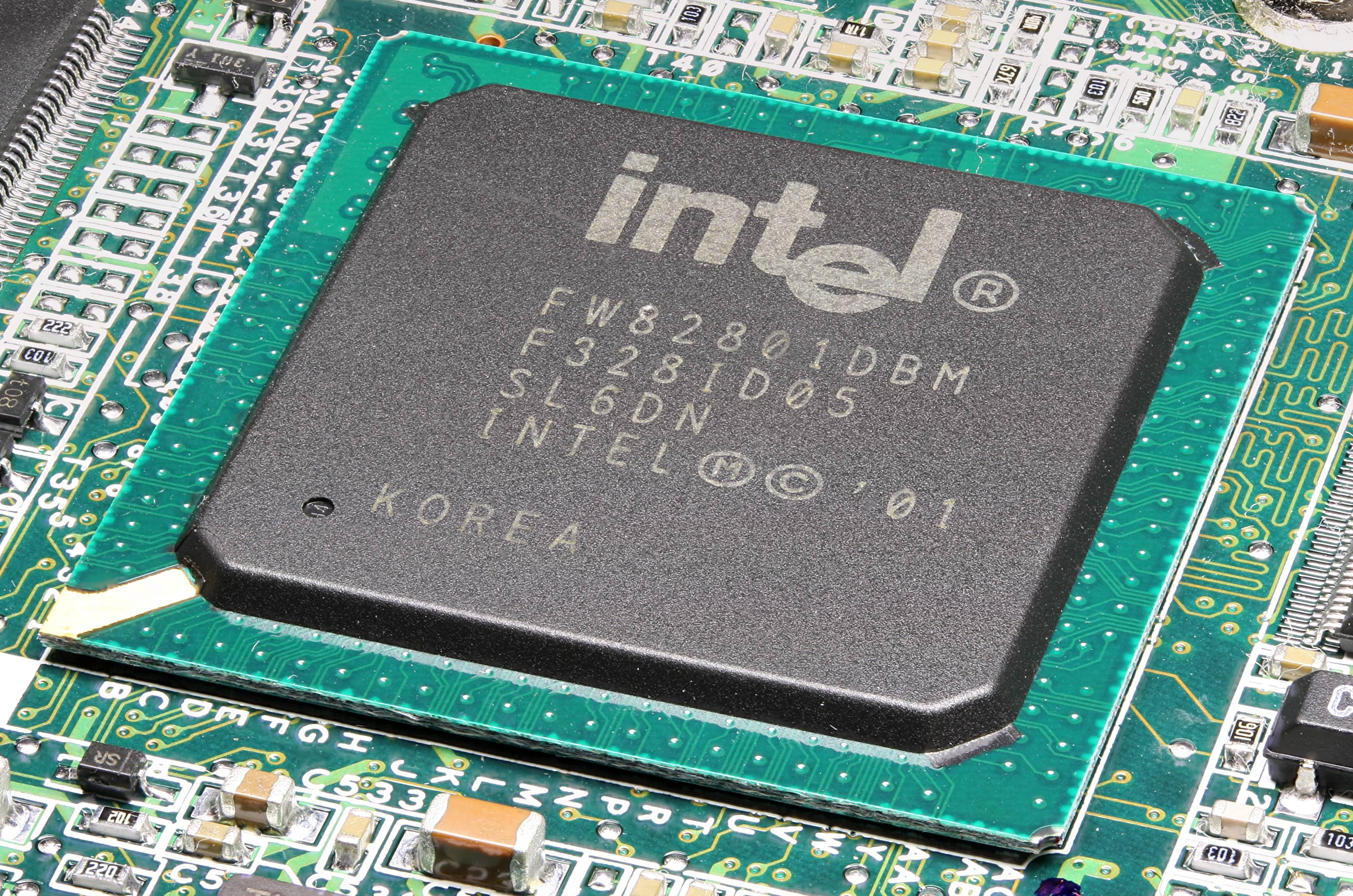
Intel-I/O-Controller-Hub-Southbridge
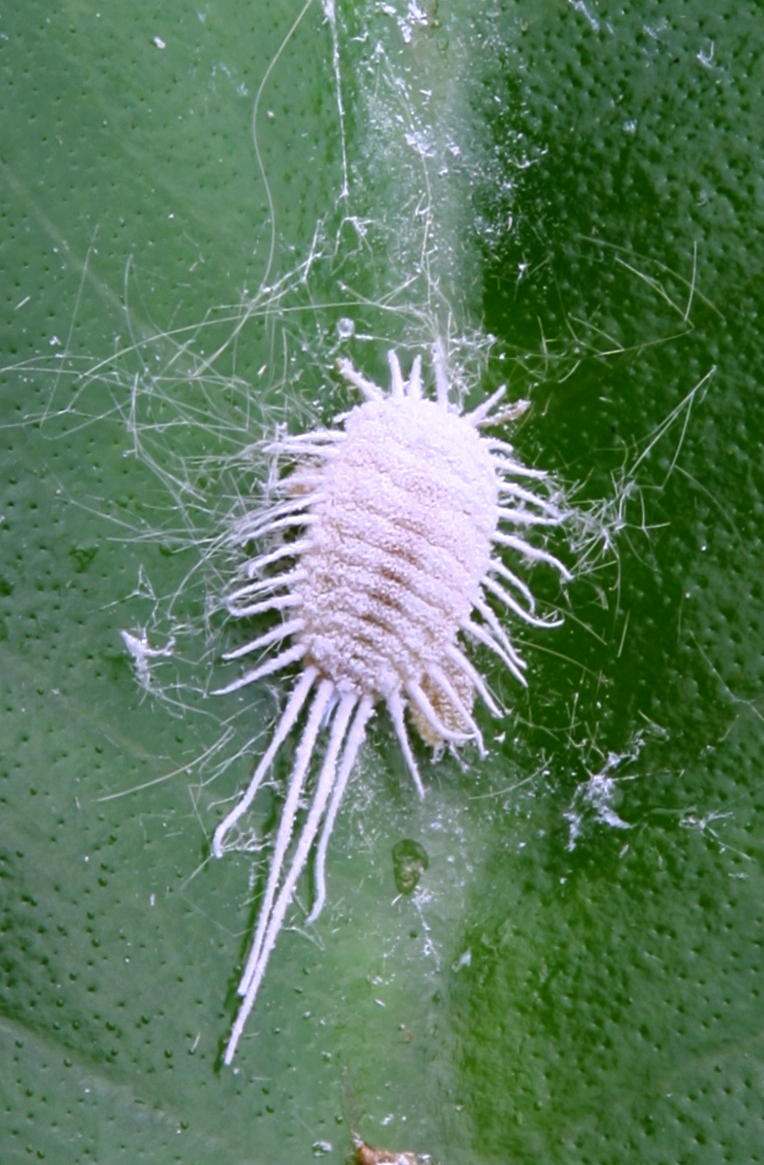
Schmierlaus
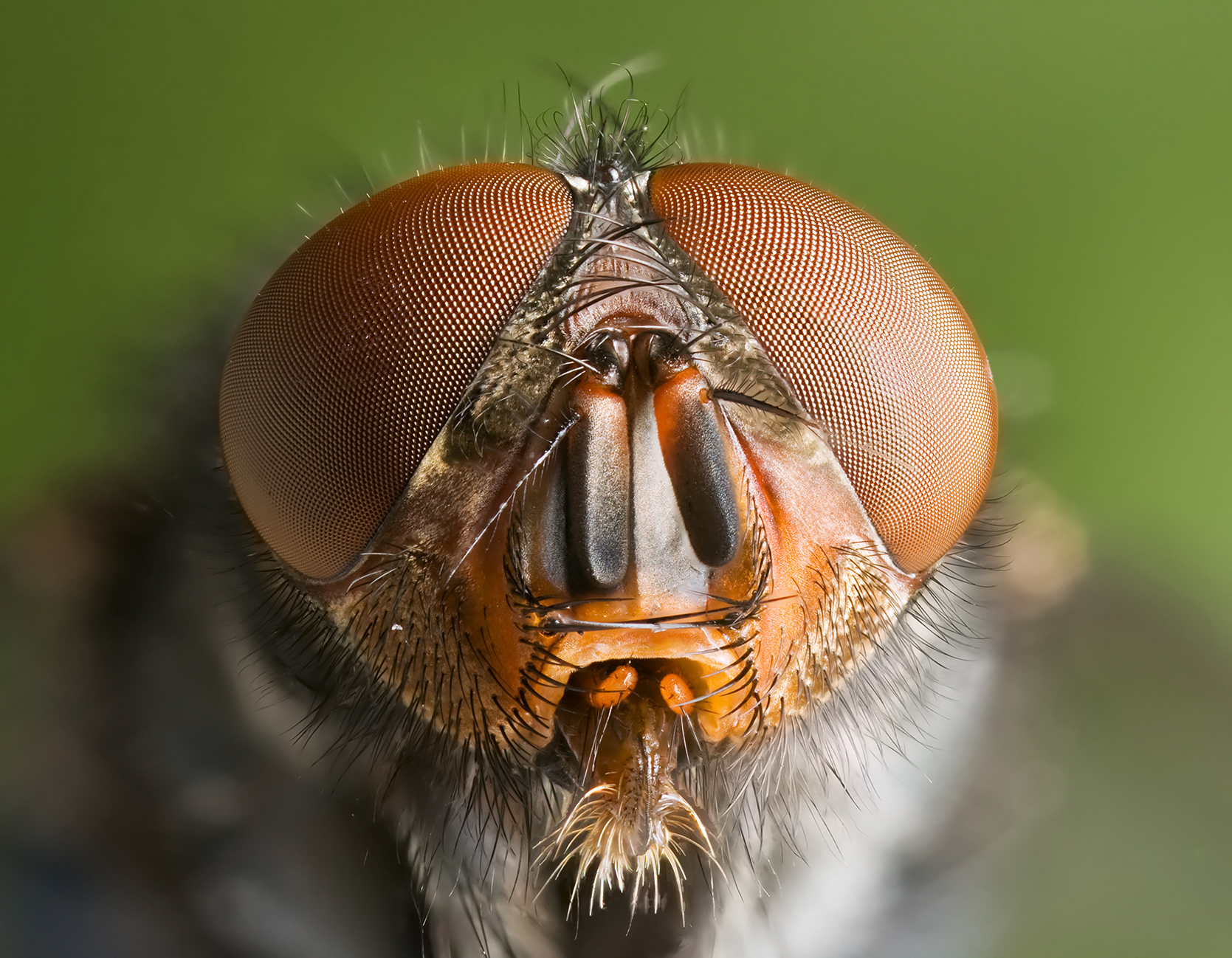
Kopf einer Calliphora vomitoria
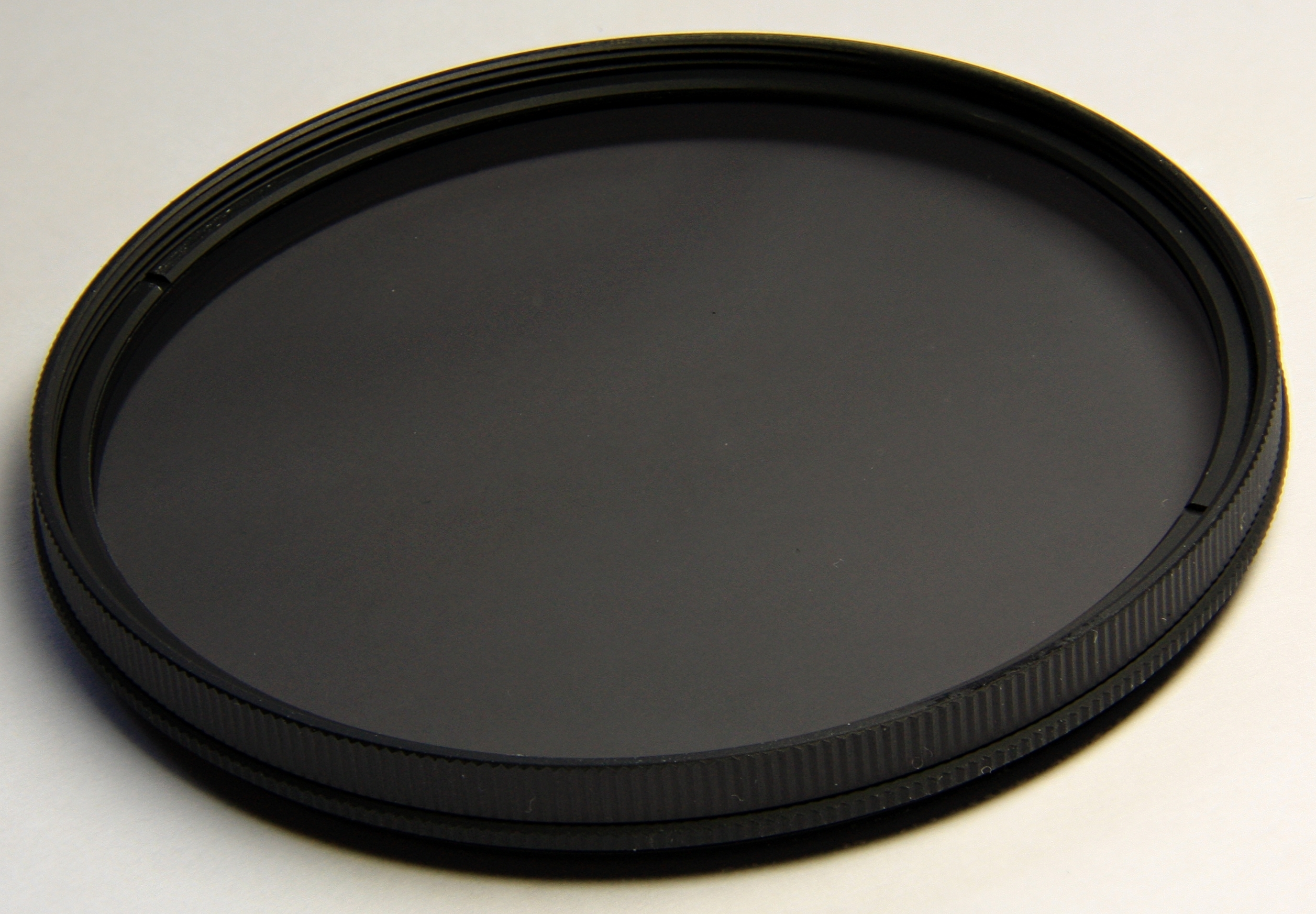
Polarisationsfilter aus 10 Einzelbildern
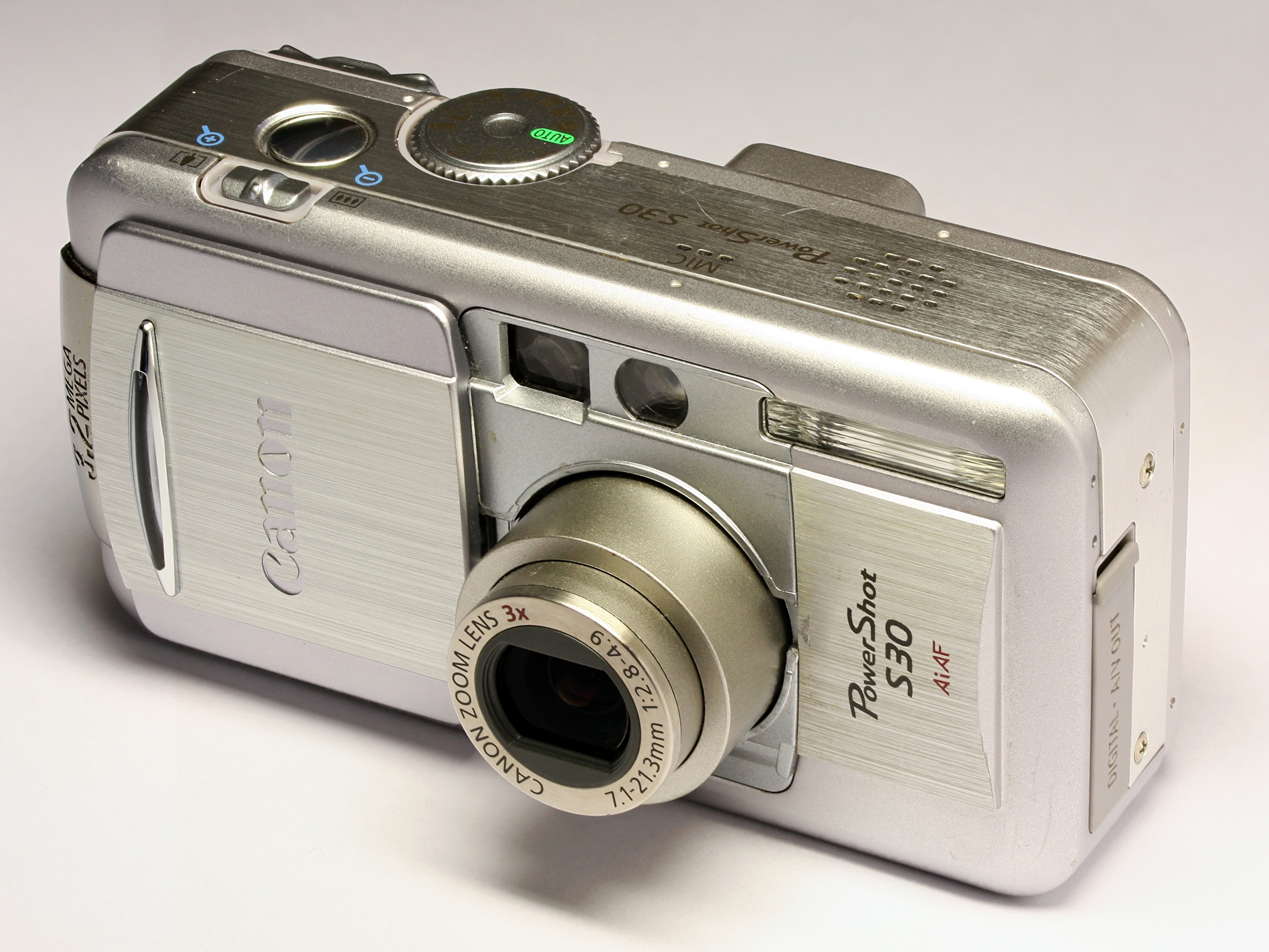
Canon Powershot S30 aus 11 Einzelbildern
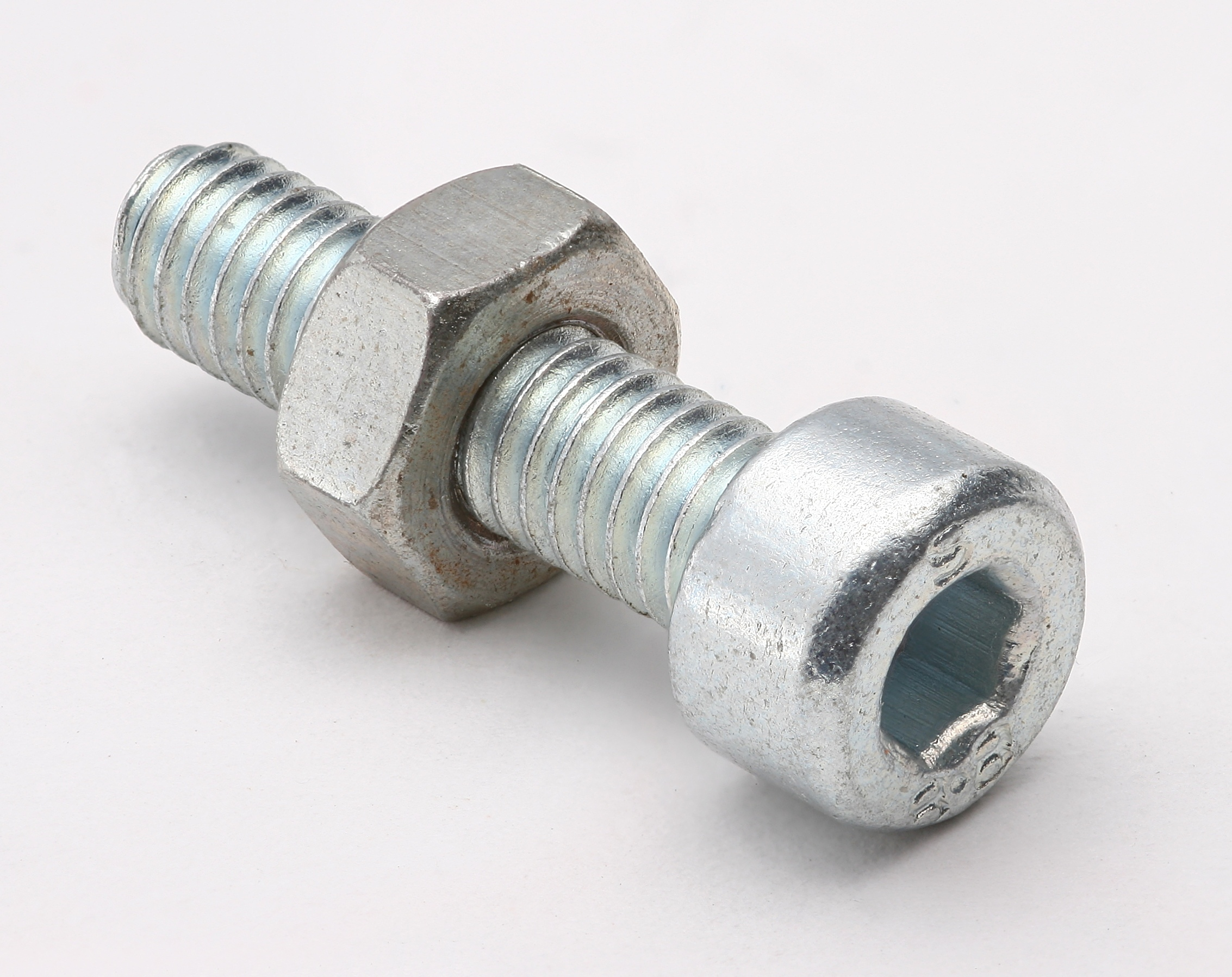
Inbus-Schraube aus 13 Einzelbildern
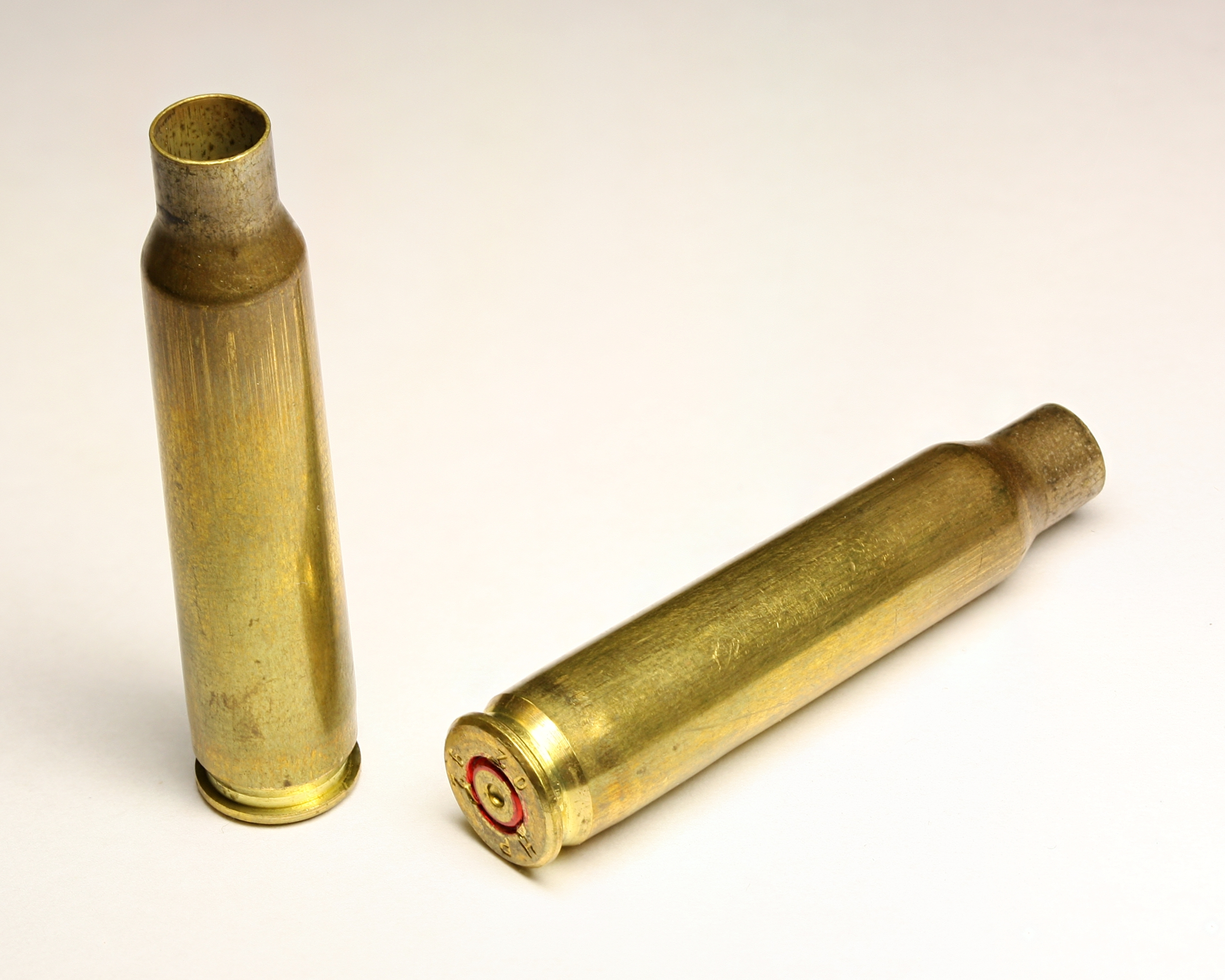
Patronenhülsen im Kaliber 5,56 × 45 mm NATO
- Bearbeitungsbeispiel mit Combine ZP